# How Does That Grab You?
 (décembre 2022).
Si vous disposez d'ouvrages ou d'articles de référence ou si vous connaissez des sites web de qualité traitant du thème abordé ici, merci de compléter l'article en donnant les références utiles à sa vérifiabilité et en les liant à la section « Notes et références ».
Albums de France Gall
Boots
(1966) Nancy in London
(1966)
How Does That Grab You? est le deuxième album de Nancy Sinatra sur le label Reprise Records, sorti en 1966.

## Liste de titres
1. Not the Lovin’ Kind écrit par Lee Hazlewood, 3:09
2. The Shadow of your Smile écrit par Johnny Mandel et Paul Francis Webster, 2:52
3. Sorry ‘Bout That écrit par Baker Knight, 3:00
4. Time écrit par Micheal Merchant, 3:30
5. Sand (avec Lee Hazlewood) écrit par Hazlewood, 3:46
6. Crying time écrit par Buck Owens, 3:32
7. My Baby Cried All Night Long écrit par Hazlewood, 3:05
8. Let It Be Me écrit par Gilbert Bécaud, Manny Curtis et Pierre Delanoë, 3:05
9. Call Me écrit par Tony Hatch, 2:50
10. How Does That Grab You, Darlin’? écrit par Hazlewood, 2:33
11. Bang Bang (My Baby Shot Me Down) écrit par Sonny Bono, 2:42
12. The Last Of The Secret Agents écrit par Hazlewood, 2:48
13. Until It’s Time For You To Go par Buffy Sainte-Marie, 4:00
14. Lightning’s Girl par Hazlewood, 2:56
15. Feelin’ Kinda Sunday (avec Frank Sinatra), écrit par Nino Tempo, Annette Tucker, Kathy Wakefield, 2:51